# Bassum
Bassum is een stad en gemeente in de Duitse deelstaat Nedersaksen, gelegen in het Landkreis Diepholz. De stad telt 16.072 inwoners.

## Geografie
Bassum heeft een oppervlakte van 169 km² en ligt aan de zuidoostrand van het Naturpark Wildeshausener Geest. Door de gemeente stroomt een beek, die, waarschijnlijk naar het Sticht Bassum, Klosterbach heet; deze mondt even ten westen van Bremen uit in de  Ochtum, en deze  mondt te Lemwerder weer uit in de Wezer.

## Stadsdelen
In de gemeente Bassum liggen de volgende stadsdelen: (tussen haakjes het aantal inwoners ultimo 2015)
- Albringhausen (310)
- Apelstedt (met Pannstedt) (242)
- Bramstedt (onderverdeeld in Groß- en Klein-Bramstedt, Bünte en Röllinghausen)	(1.910)
- Eschenhausen (196)
- Groß Henstedt	(118)
- Groß Ringmar (met Klein Ringmar) (227)
- Hallstedt (204)
- Hollwedel (onderverdeeld in Dimhausen, Möhlenhof, Hilken, Katenkamp, Nüstedt, Klein en Groß Hollwedel) (623)
- Neubruchhausen (met Freidorf)	(1.212)
- Nienstedt (129)
- Nordwohlde (met Stütelberg, Fesenfeld, Kastendiek, Steinforth, Högenhausen, Kätingen en Pestinghausen) (1.430)
- Osterbinde (793)
- Schorlingborstel (met Ebersheide, Lowe en Kolloge) (134)
- Stühren (295)
- Wedehorn (181).

De overige inwoners van de gemeente wonen in de stad Bassum; deze wordt weer onderverdeeld in de oude wijken: Bassum, Loge, Freudenberg, Hassel, Klenkenborstel,
Nienhaus en Wichenhausen.

De diverse dorpen in de gemeente; het dorp Bramstedt is rood gemarkeerd.

## Ligging, verkeer, vervoer
Bassum ligt op een knooppunt van 6 regionale wegen:
- naar Harpstedt (NW) 12 km en dan 11 km verder naar Wildeshausen. Daar kan men de dichtstbijzijnde Autobahn bereiken (A1 afrit 62).  Vanuit Harpstedt kan men via een binnenweggetje echter na  8 km ook afrit 61 van de A1 bereiken.
- naar Bremen (N). Bremen is ook de dichtstbijzijnde grote stad (afstand tot de luchthaven Bremen ca. 22 km, tot het centrum van Bremen ca. 27 km)
- naar Syke (NO), 11 km over de Bundesstraße 51.
- naar Nienburg (Weser) (ZO), 46 km
- naar Sulingen (Z) over de Bundesstraße B61, 23 km
- en ten slotte naar Twistringen 8 km en verder naar Diepholz, nog 29 km verder, (ZW) over de Bundesstraße B51.

De B51 loopt in een nieuwe ringweg oostelijk om het stadje heen.
Bassum heeft een station aan de spoorlijn Bremen - Osnabrück v.v. (zie: Spoorlijn Wanne-Eickel - Hamburg).
In de na Bassum zelf belangrijkste plaats in de gemeente, Bramstedt, is ook een klein station aan deze lijn (Groß-Bramstedt).
In Bassum begon vroeger een spoorlijntje naar Sulingen, maar dat is opgeheven.

## Economie
Bassum heeft een uitgestrekt bedrijventerrein voor midden- en kleinbedrijf; er is echter ook één middelgrote fabriek in de gemeente gevestigd, waar tandwielen worden gemaakt.
Het stadje heeft ondanks de geringe grootte  een ziekenhuis. Verder is vanwege de fraaie ligging en het vrij grote aantal historische monumenten het toerisme van toenemend belang.
In de plattelandsomgeving domineert de agrarische sector.

## Geschiedenis
In de Jonge Steentijd woonden in deze streek reeds mensen, wat uit de vondst van talrijke megalieten van de  dragers van de Trechterbekercultuur (3200-2500 v.C.) blijkt.
Het stadje ontwikkelde zich vanaf de 9e eeuw rondom het Sticht Bassum. Het Graafschap Hoya (13e eeuw-1582) en het Landgraafschap Hessen-Kassel (1582-1807) waren de landsheren.
Pas in 1929 werd Bassum door de regering tot stad verklaard. In de Tweede Wereldoorlog bleef het gespaard voor grote oorlogsschade.

## Bezienswaardigheden
- Stiftskerk HH. Mauritius en Victor met omliggende gebouwen van het sticht
- De Burg Freudenburg is een fraaie groep vakwerkhuizen, overblijfsels van een grafelijk kasteel uit 1388. Het gebouwencomplex is thans een congrescentrum.
- Natuurgebied Geestmoor-Klosterbachtal (356 ha) deels in gemeente Neuenkirchen: dal van de Klosterbach in prachtig ooibos. Beperkt toegankelijk.
- Het  noordelijke gedeelte van de gemeente ligt in het Naturpark Wildeshausener Geest; bij Stühren zijn (sterk beschadigde) resten bewaard gebleven van een grafveld uit de Jonge Steentijd.  In het Naturpark zijn diverse mogelijkheden voor (ook lange) wandel- en fietstochten.
- De deels romaanse, in de 13e eeuw gebouwde evangelisch-lutherse dorpskerk in Nordwohlde; mogelijk zijn voor de bouw ervan zwerfstenen gebruikt.
- Het ten oosten van Bassum gelegen dorpje Neubruchhausen, van de 13e eeuw  tot 1384 residentie van een eigen graafschap,  is schilderachtig. Er is een oude watermolen uit 1609 te zien, en een -voor deze regio uniek- straatje met 8 historische boerenschuren (Scheunenviertel). Ook het huis van de hoofdboswachter (18e eeuw) is monumentaal. De natuur in de omgeving van het dorp is ook fraai met o.a. een natuurreservaat (Hachetal und Freidorfer Hachetal), dat o.a. uit ooibos langs een beekoever bestaat en een terrein, waar de brede wespenorchis 's zomers in grote aantallen bloeit.
- Ook in de andere dorpen en gehuchten rond Bassum staan hier en daar fraaie, onder monumentenzorg geplaatste, oude huizen, boerderijen en boerenschuren.
- Op het terrein van een voormalige vuilstortplaats in Ortsteil Wedehorn, 6 km ten zuiden van het stadje, is een recreatieterrein gecreëerd rond een kunstmatige, 87 m hoge heuvel, de Bassumer Utkiek.
- Het stadje heeft ten noordoosten van het centrum een kleine dierentuin.
- Liefhebbers kunnen de kartsport beoefenen op de Go-Kart-Strecke op het plaatselijke bedrijventerrein.

## Afbeeldingen

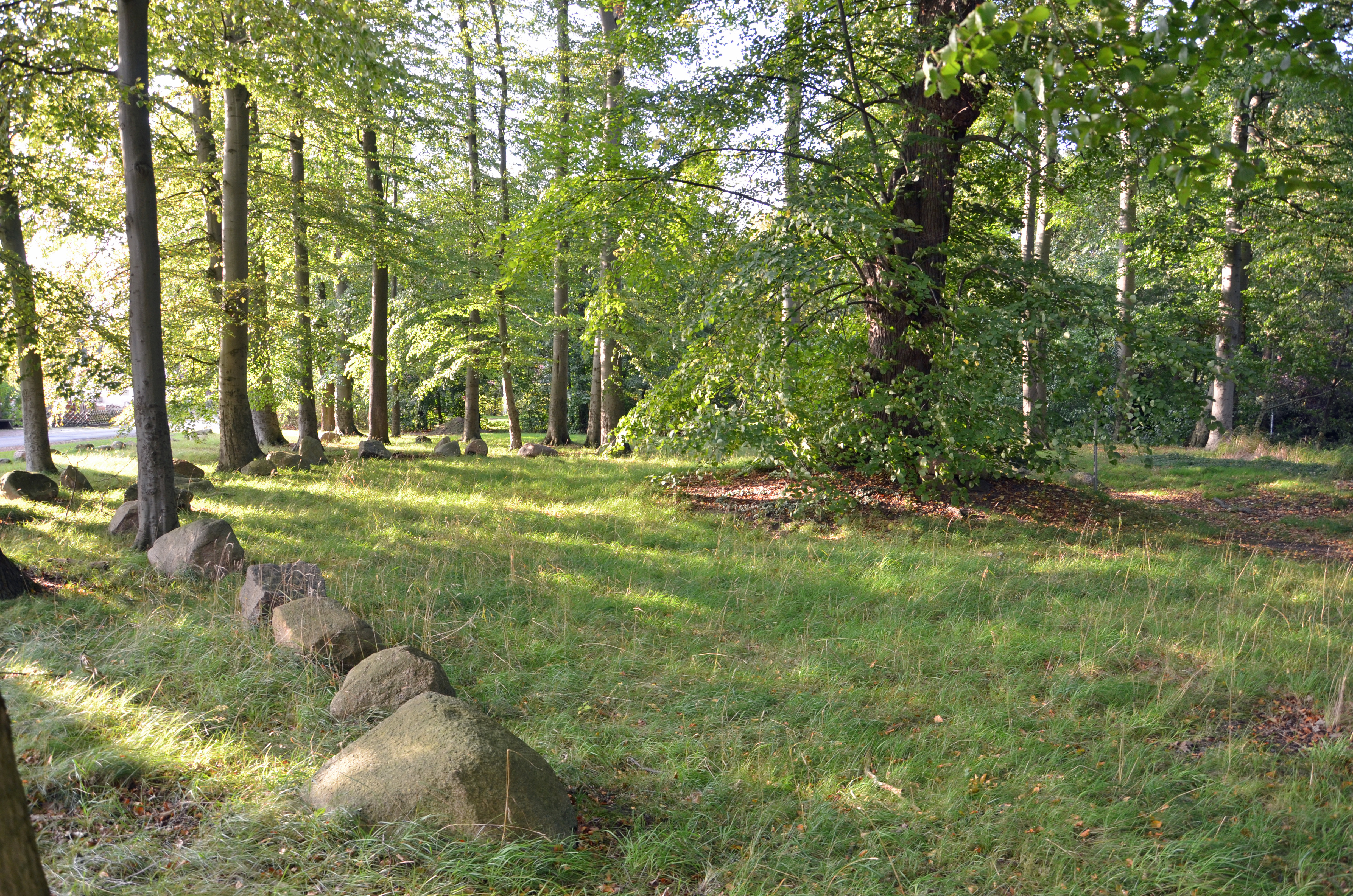
Dingplaats Freudenburg
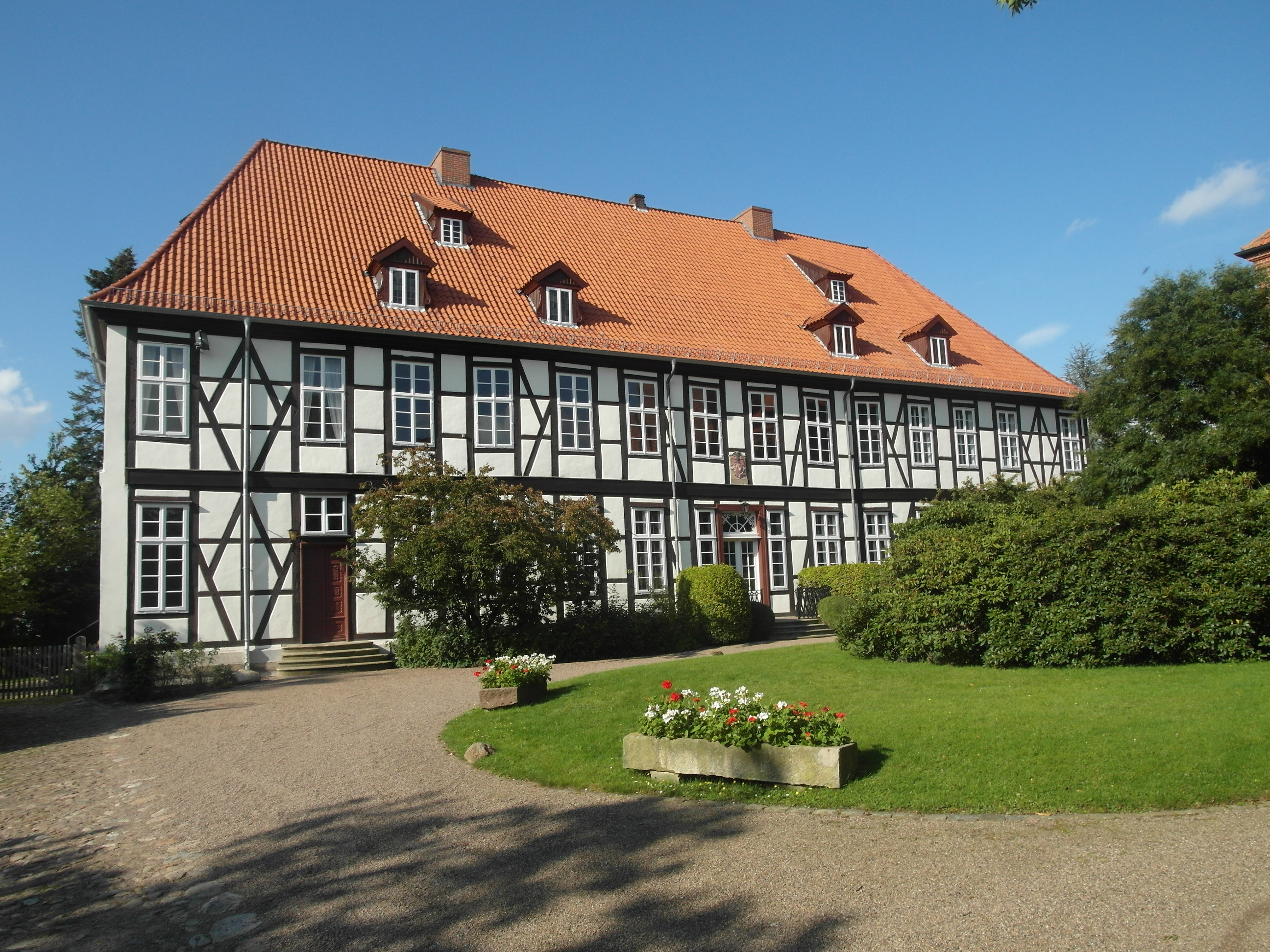
Het Stift Bassum
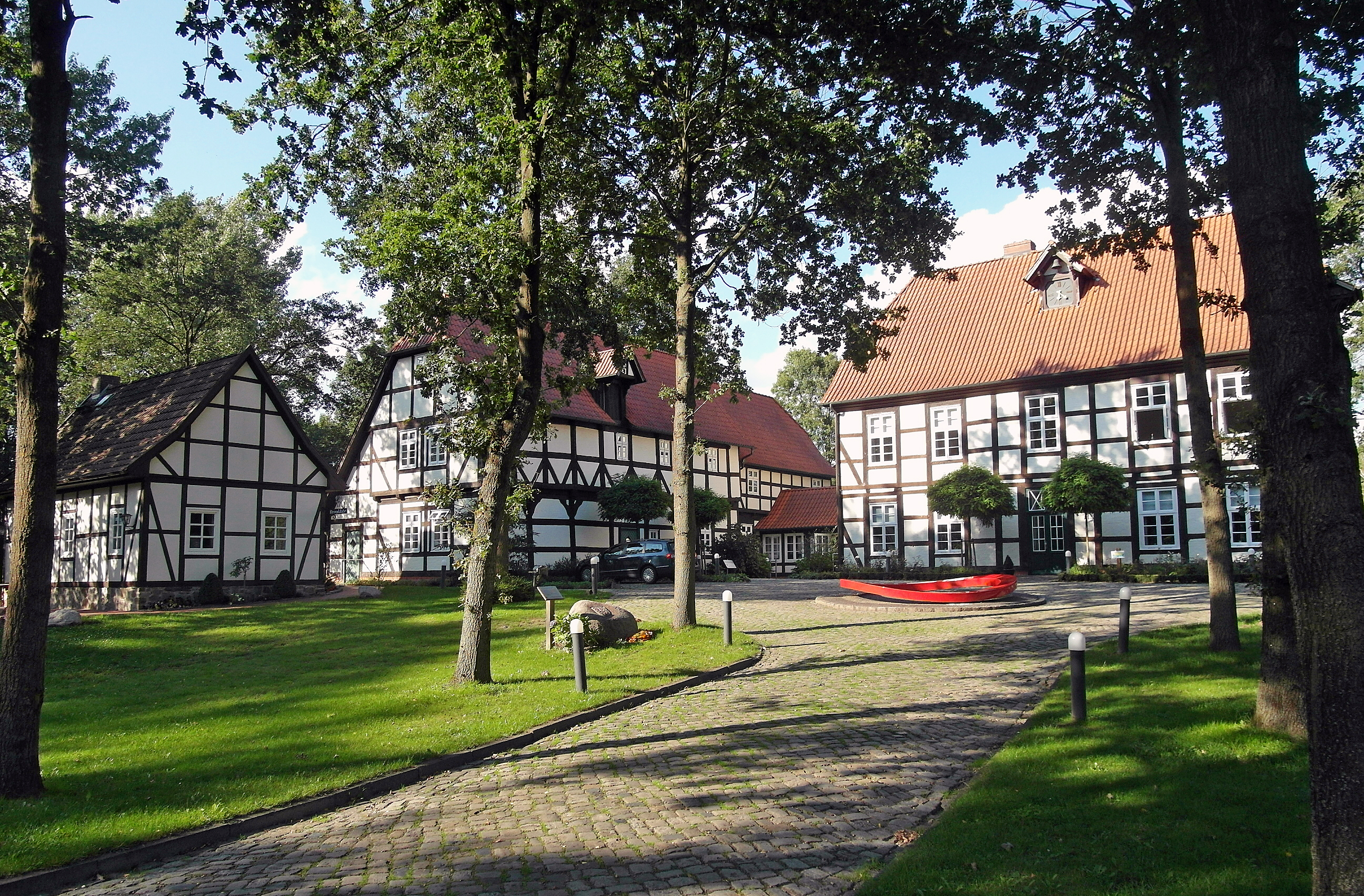
Burg Freudenberg
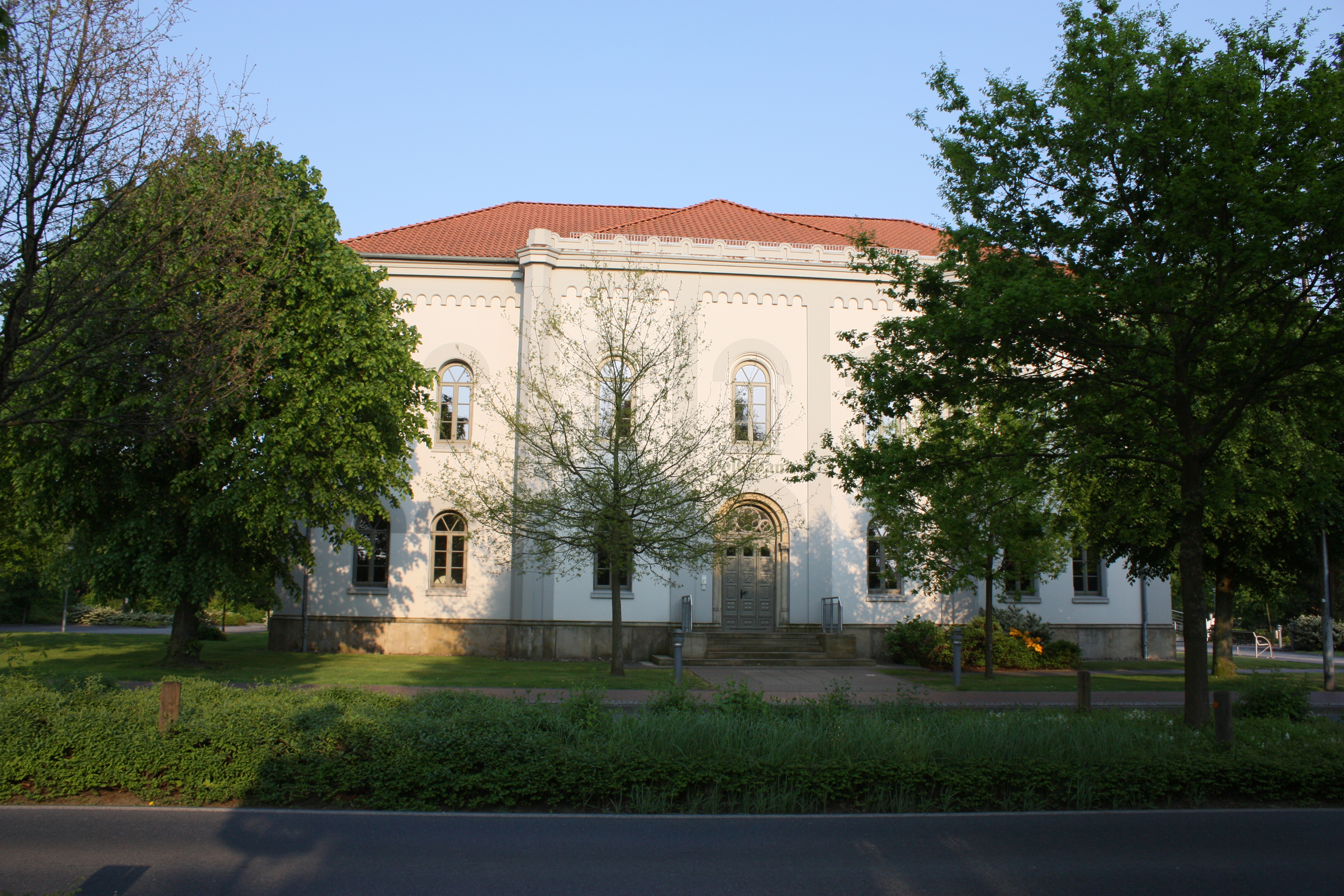
Voormalig Amtsgericht (1879), nu een bankkantoor
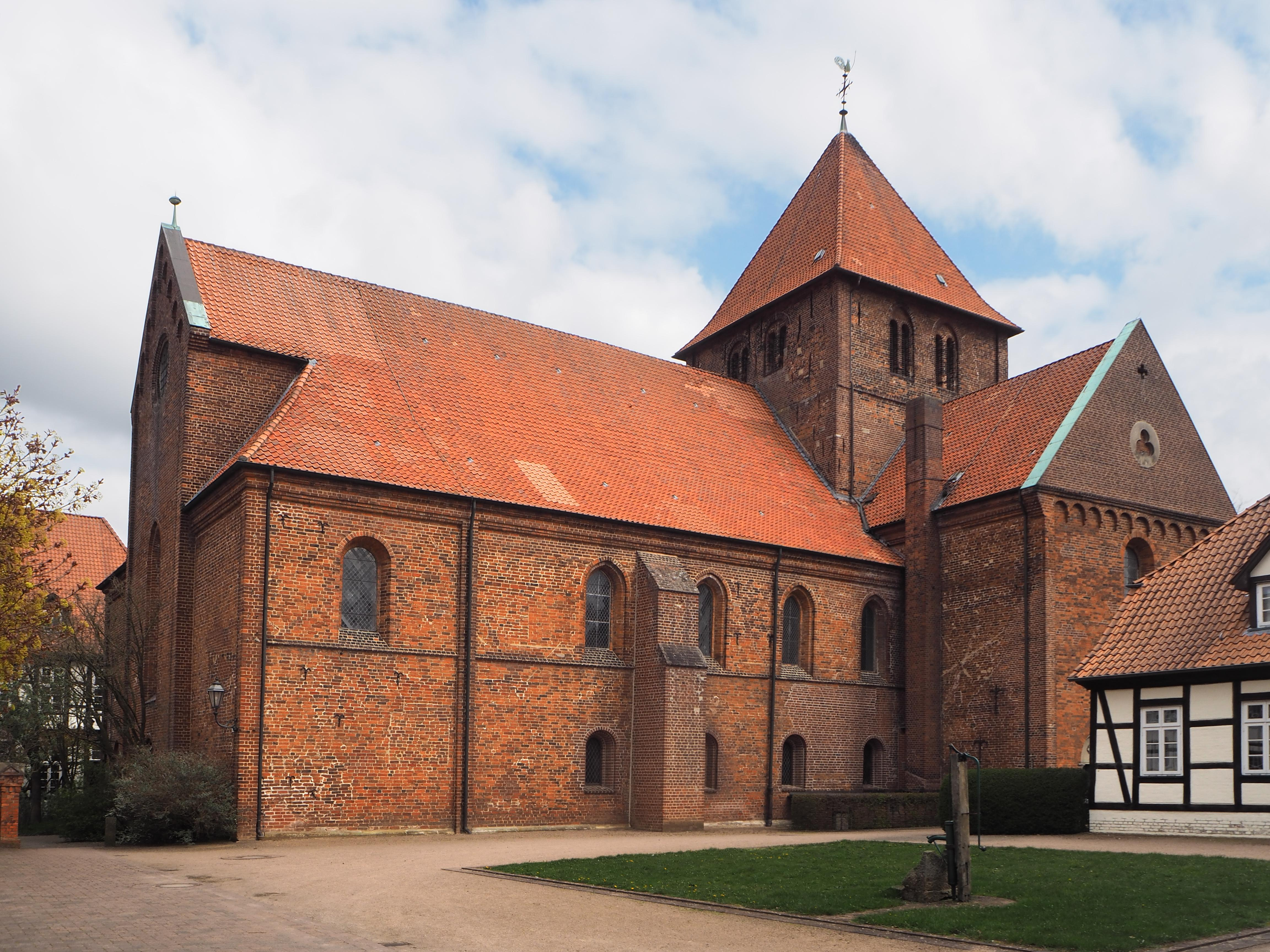
De Bassumer Stiftskerk
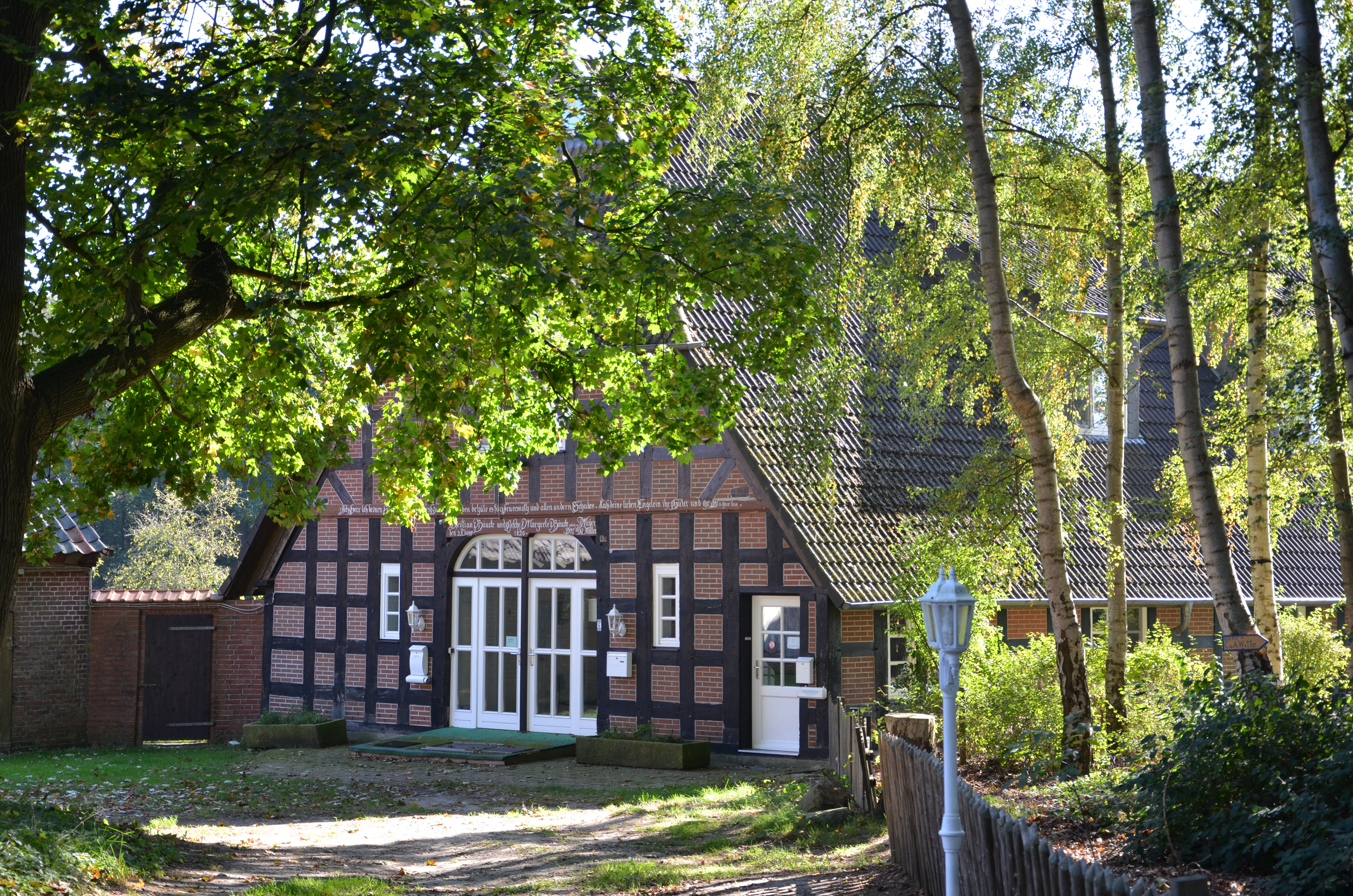
Groß Bramstedt, monumentaal vakwerkhuis
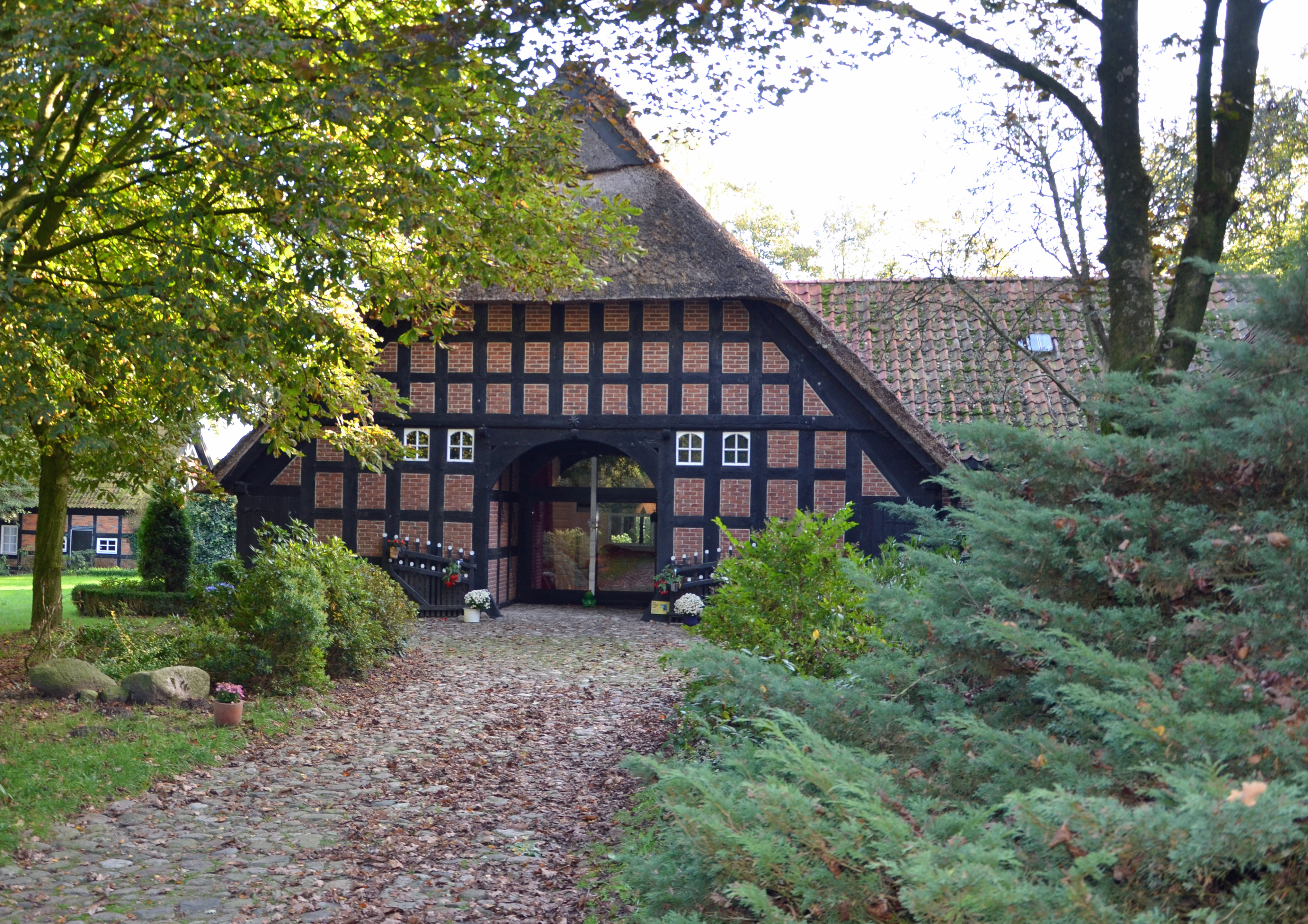
Groß Henstedt, monumentaal vakwerkhuis
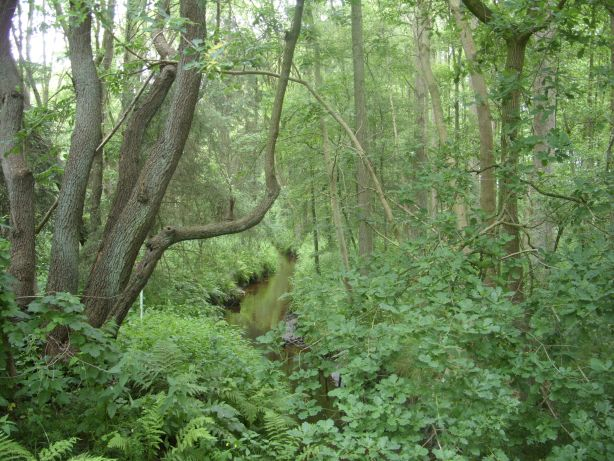
Natuurgebied Geestmoor-Klosterbachtal, de Klosterbach
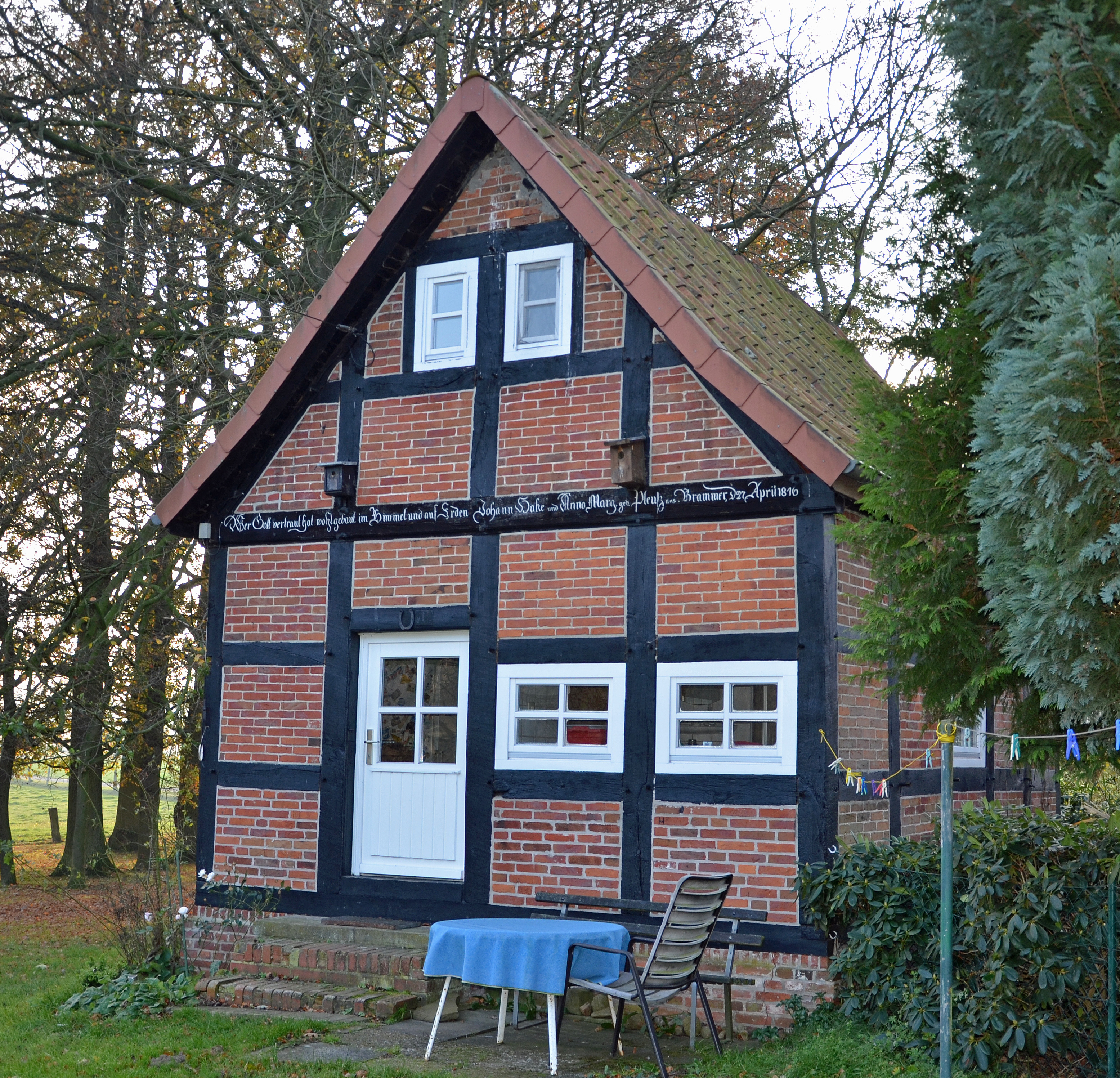
Monumentaal huis in Stühren anno 1816
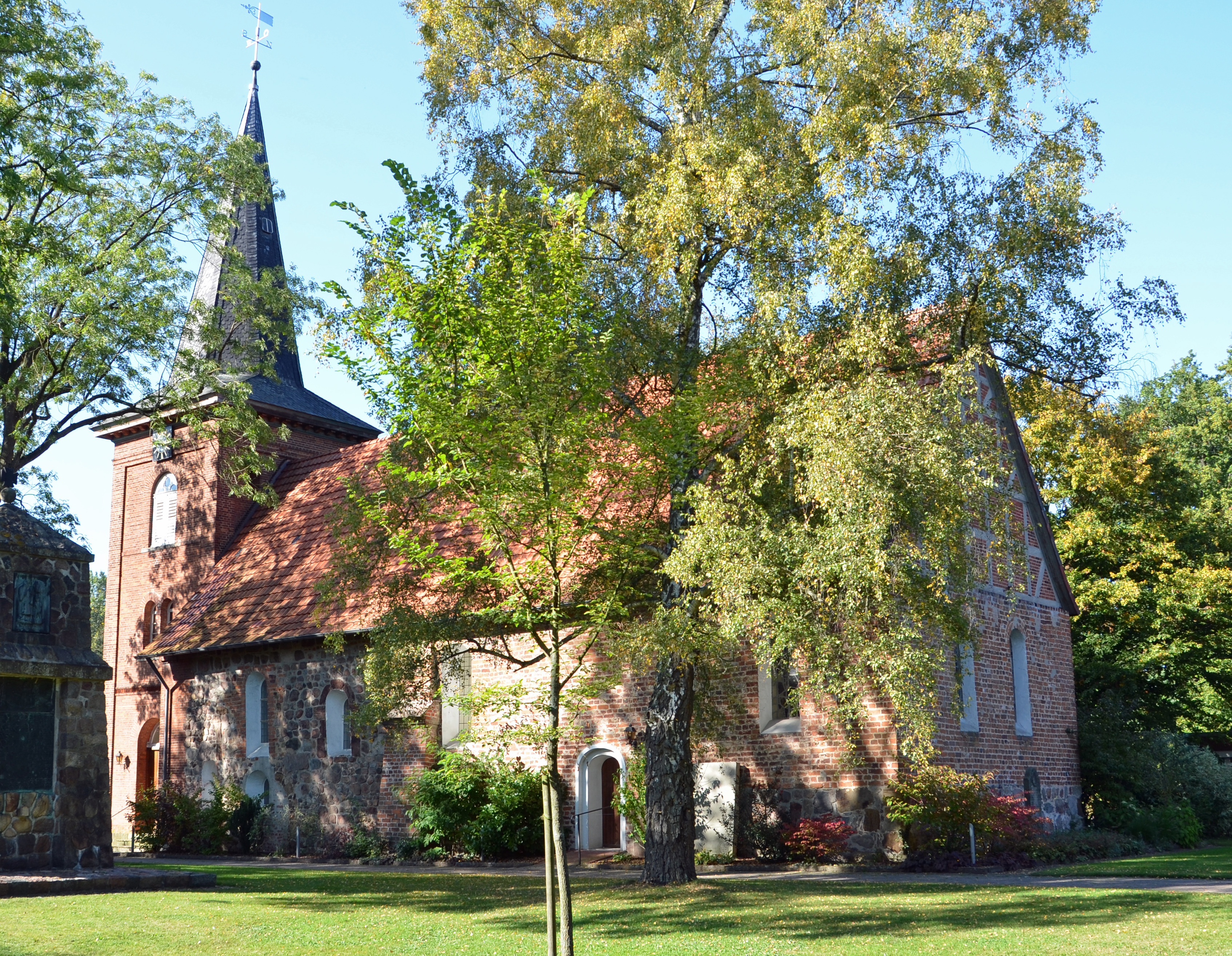
Evangelisch-lutherse kerk in Nordwohlde
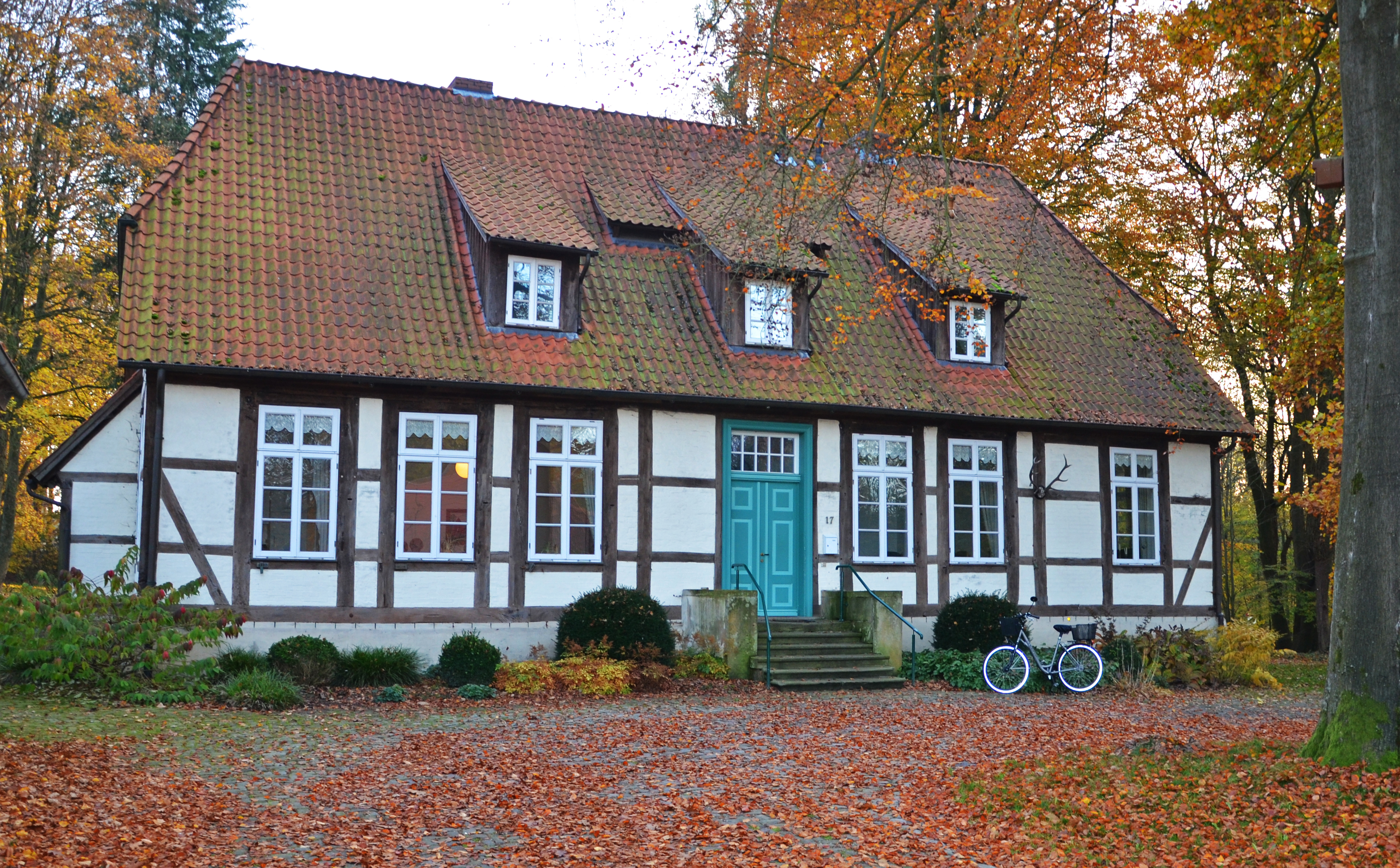
Oude hoofdboswachterij Neubruchhausen
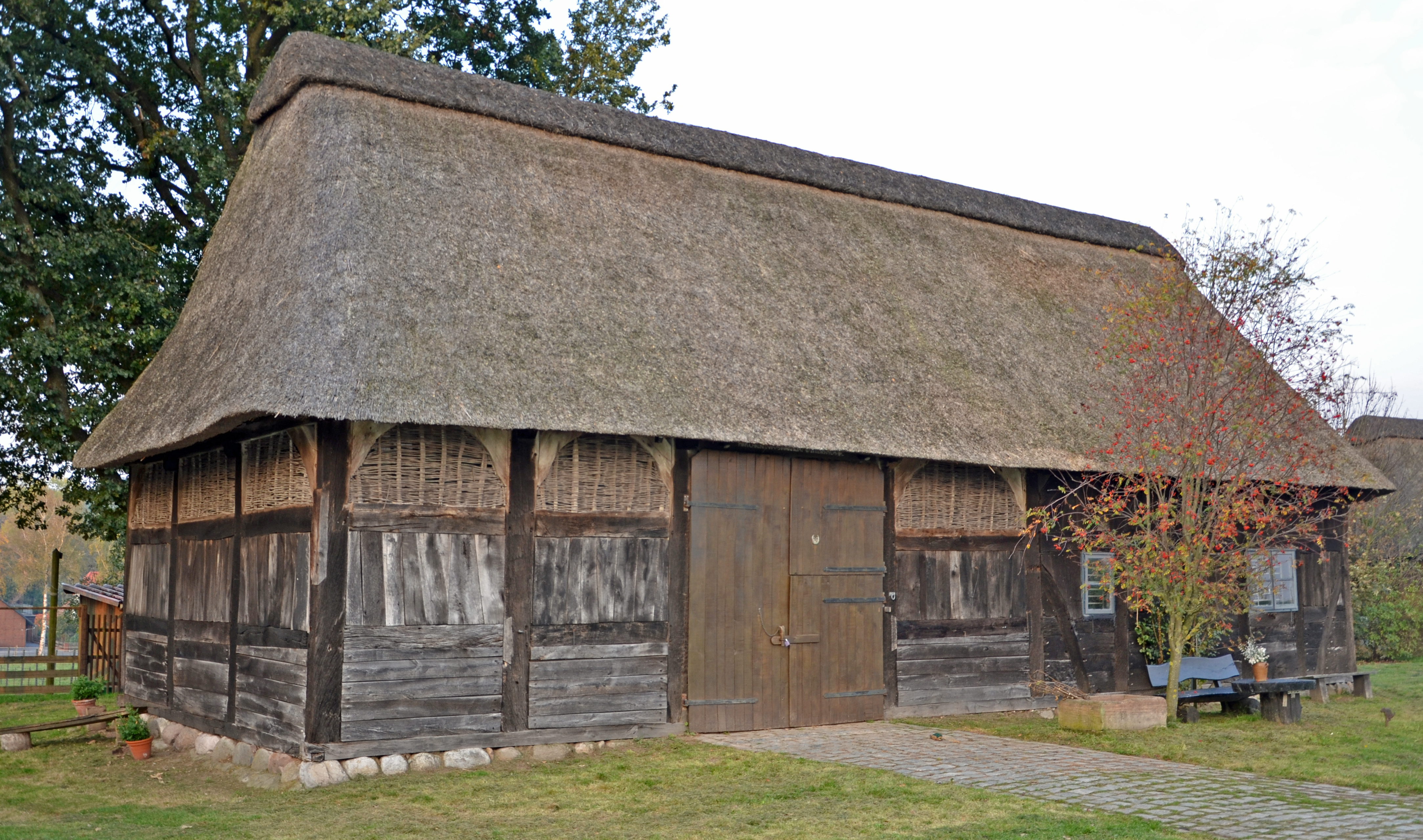
Gerestaureerde schuur in Neubruchhausen
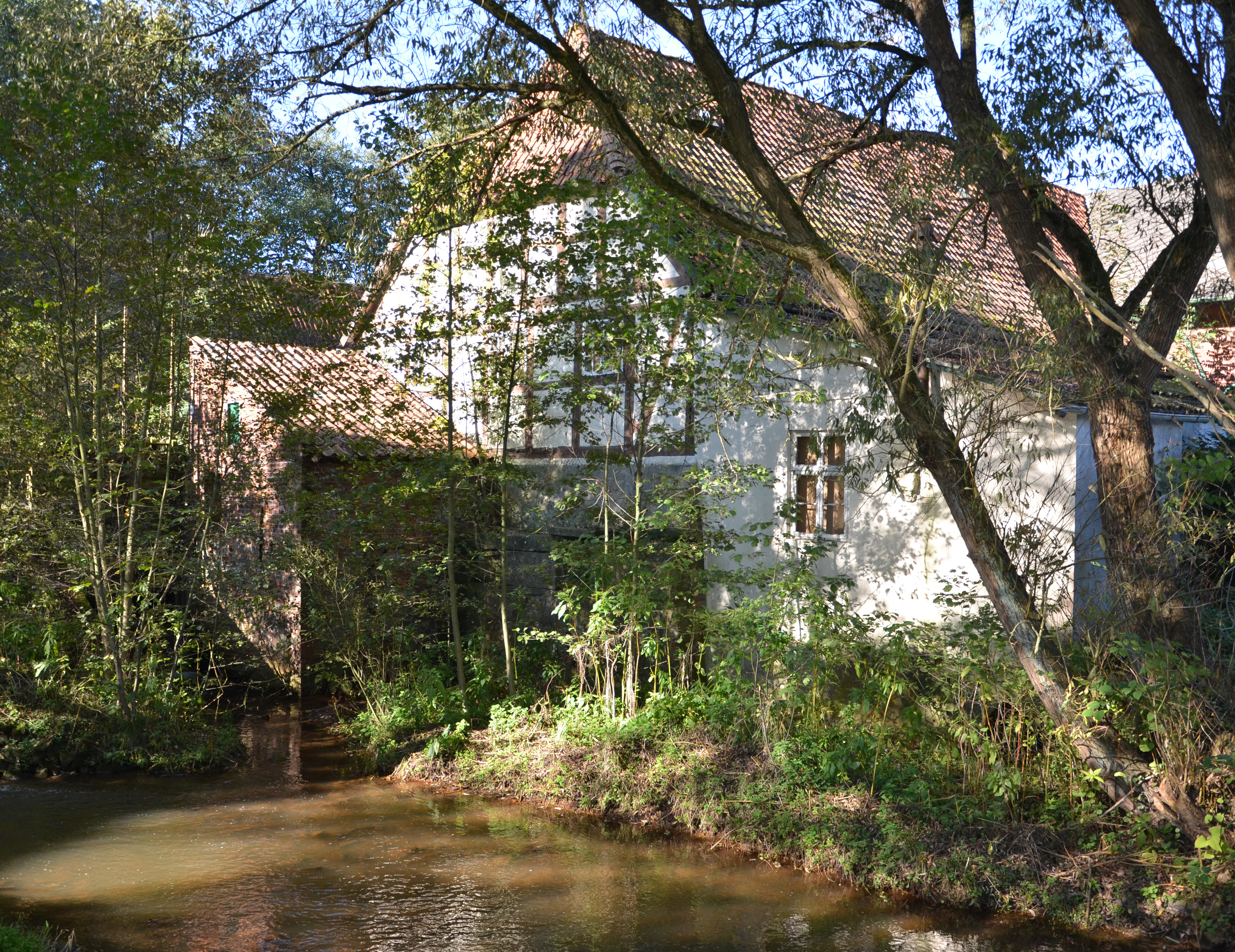
Watermolen Neubruchhausen
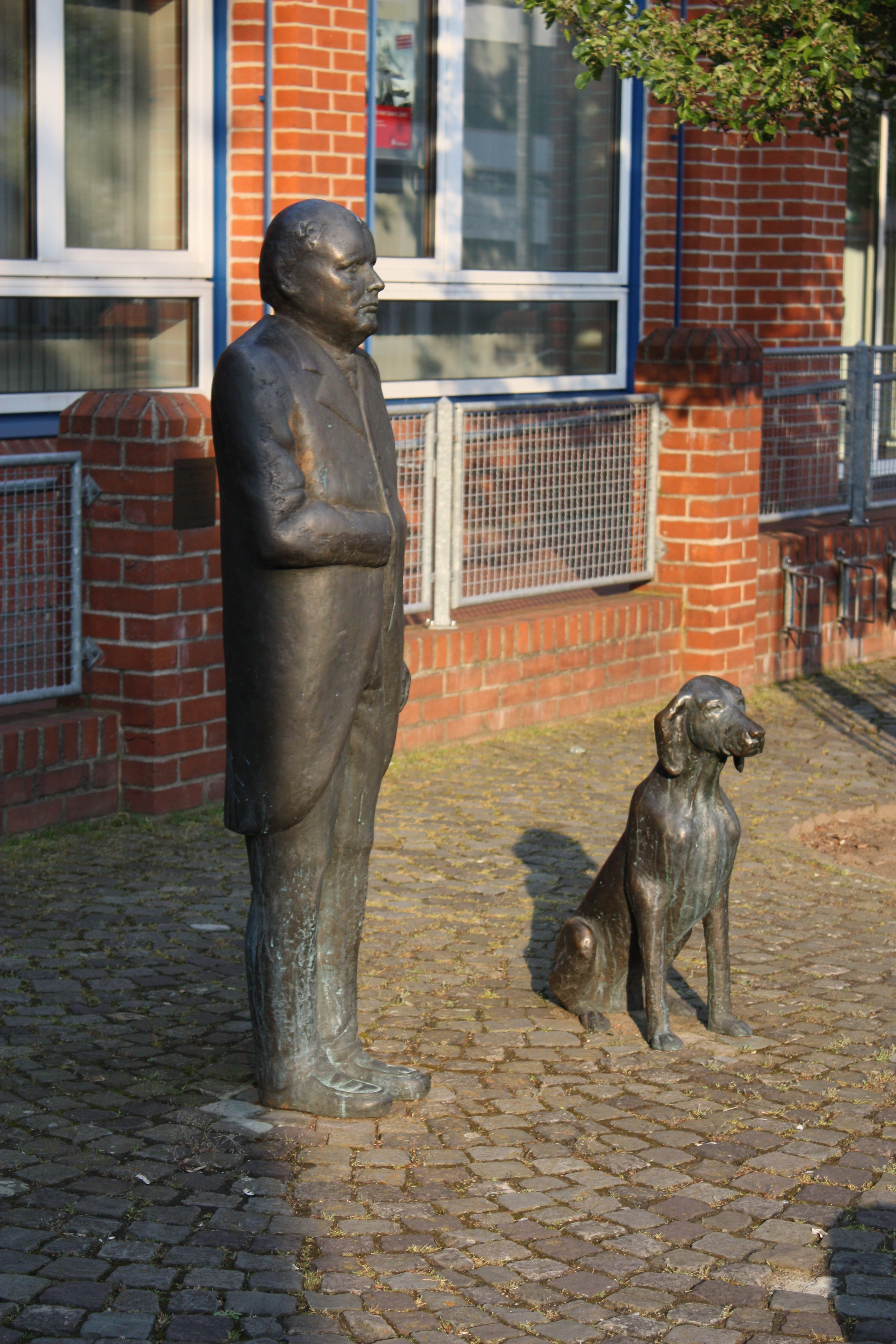
Bronsplastiek „Herr Lienhop mit Weimaraner“, één der vele sculpturen in de openbare ruimte te Bassum
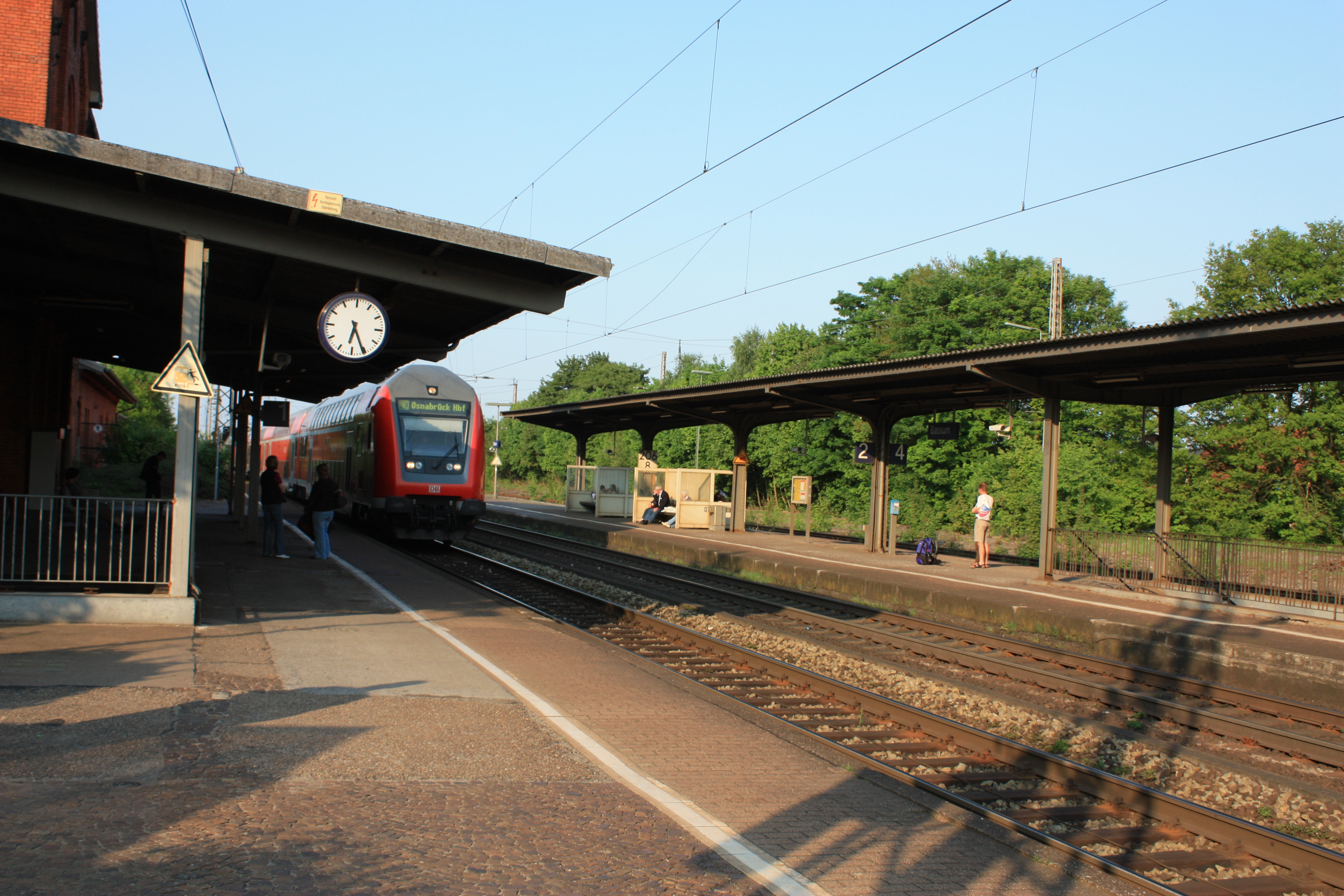
Station Bassum
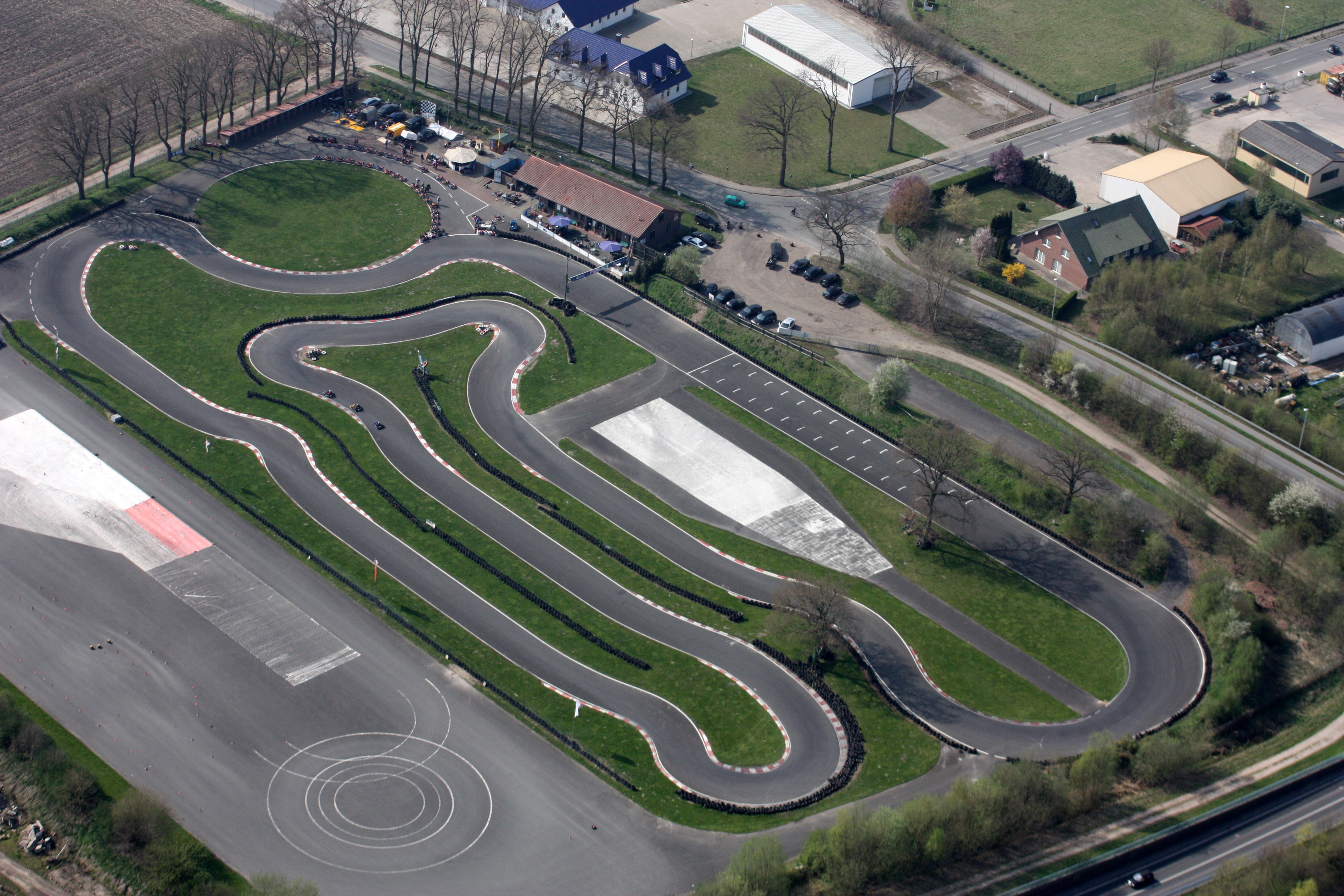
De kartbaan

## Belangrijke personen in relatie tot de gemeente

### Geboren
- Christian Schulz (*1983), profvoetballer, Duits international

### Overleden
- Elisabeth von Knobelsdorff (*1877 te Potsdam -1959), de eerste vrouw die in Duitsland ingenieur werd (1911) en ook als eerste vrouw in 1921 Regierungsbaumeister.